# District d'Attock
Le district d'Attock (en ourdou : ضِلع اٹک) est une subdivision administrative du nord-ouest de la province du Pendjab au Pakistan. Il est constitué autour de sa capitale, Attock. Le district est entouré par les districts de Nowshera, Swabi et Haripur de la province voisine de Khyber Pakhtunkhwa au nord, le district de Rawalpindi à l'est, le district de Chakwal et Mianwali au sud, et enfin par le district de Kohat de la province de Khyber Pakhtunkhwa à l'ouest. Il a été créé en avril 1904 en divisant le district de Rawalpindi.
Le district est	situé dans la partie nord de la province du Pendjab, plutôt urbanisée et industrielle. Sa population de près de deux millions d'habitants parle majoritairement le pendjabi, avec une importante minorité parlant pachto, et vit notamment de l'agriculture et de l'industrie. C'est un fief politique conservateur, principalement acquis à Ligue musulmane du Pakistan.

## Histoire

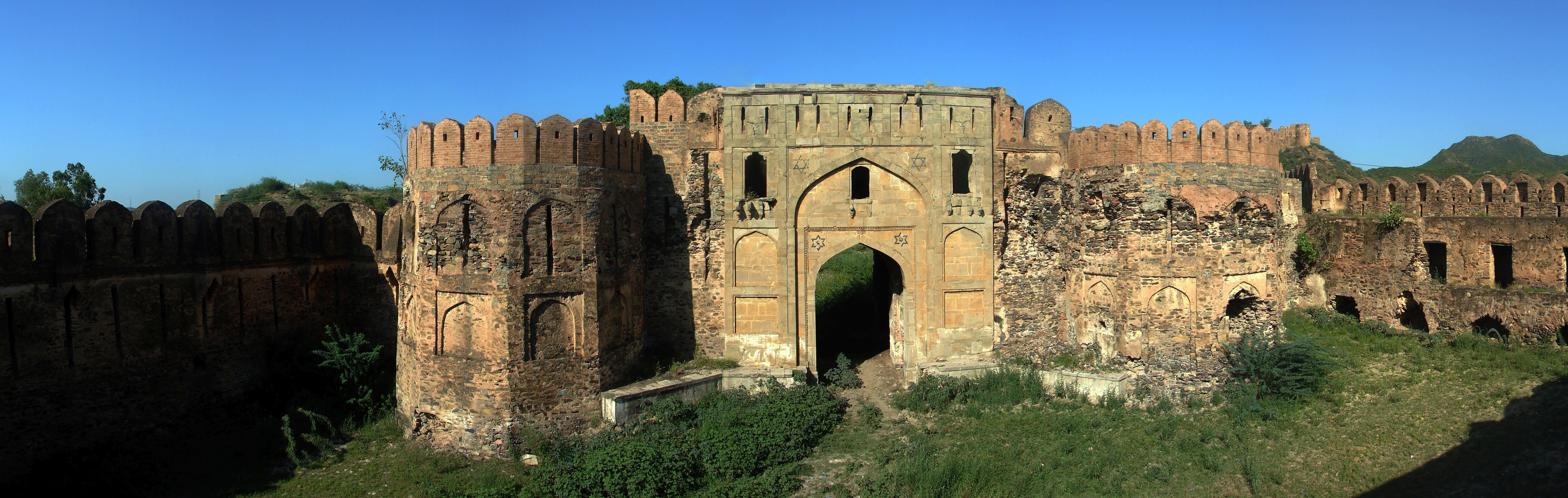
Le fort d'Attock.

La région du district d'Attock fut dominée par différents systèmes politiques au cours de l'Histoire et fut, durant l'Empire moghol, un carrefour stratégique où l'empereur Akbar y fit construire le fort d'Attock (en) en 1583.
Le district a été créé en 1904 en intégrant le tehsil de Talagang (district de Jhelum), de Pindi Gheb et Fateh Jang du district de Rawalpindi. C'est en 1978 que le district reprend son nom originel d'Attock.

## Géographie et climat
Le fleuve Indus traverse le district près de sa frontière nord-ouest, et la rivière Haro traverse le nord. Les terres sont fertiles et le climat est chaud et relativement humide en été, et froid en hiver, surtout dans la partie nord du district qui est montagneuse.

## Économie

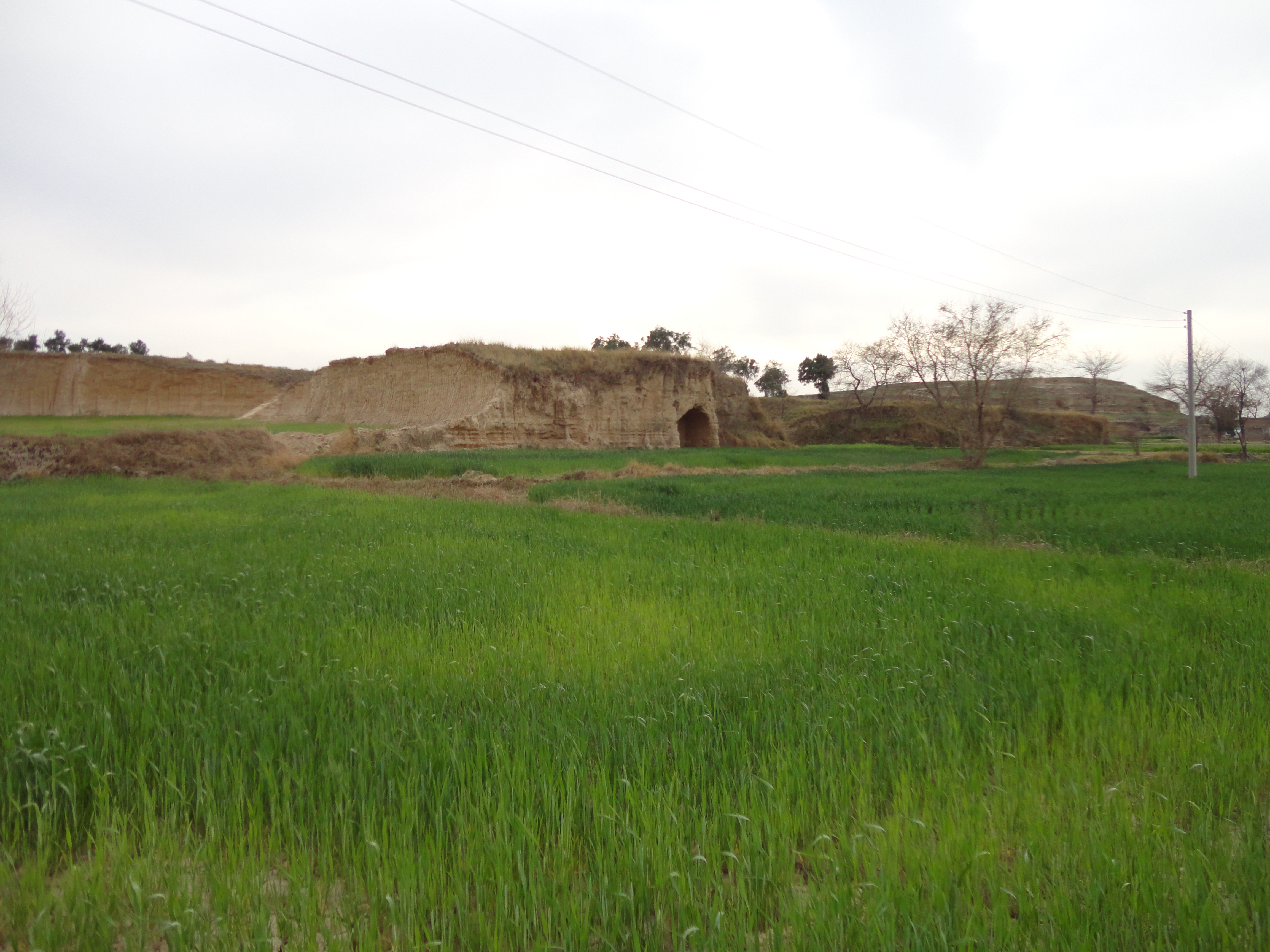
Cultures dans le district.

Le district vit principalement de l'agriculture, dont notamment la production de blé. On trouve aussi quelques industries, notamment de textile, de ciment ou de verre.

## Démographie
Lors du recensement de 1998, la population du district a été évaluée à 1 274 935 personnes, dont environ 21 % d'urbains. Le taux d'alphabétisation était cette même année de 49 % environ, dont 67 % pour les hommes et 32 % pour les femmes. 
Le recensement suivant mené en 2017 pointe une population de 1 883 556 habitants, soit une croissance annuelle de 2,07 %, inférieure aux moyennes provinciale et nationale de 2,13 % et 2,4 % respectivement. Le taux d'urbanisation passe lui à 26 %. L'alphabétisation progresse à 67 %, dont 79 % pour les hommes et 55 % pour les femmes. Chez les 10-14 ans, elle monte à 90 % pour les garçons et 85 % pour les filles.
La langue la plus parlée du district est le pendjabi (65 % en 2017), mais il existe une importante minorité parlant hindko (17 %) et pachto (15 %), étant donné la proximité avec la province de Khyber Pakhtunkhwa. 
Musulman à hauteur de 99,5 % de la population, le district compte quelques rares minorités religieuses, soit quelque 8 000 chrétiens et 600 hindous en 2017.

## Administration

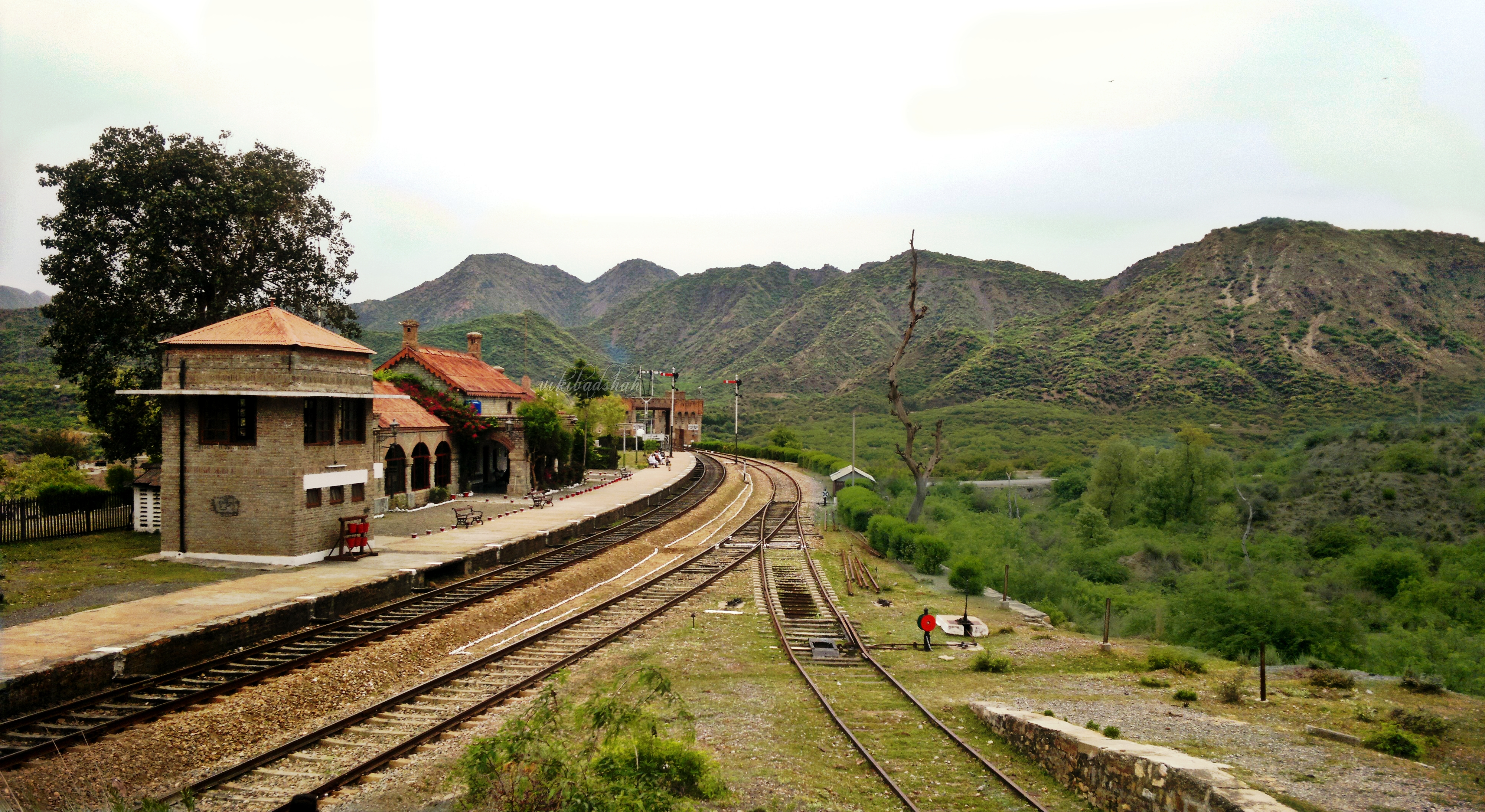
Gare dans le tehsil de Hazro, village d'Attock Khurd.

Le district a été créé en avril 1904, à l'époque de l'administration britannique, en divisant le district de Rawalpindi voisin notamment. Il est divisé en six tehsils (Attock, Fateh Jang, Jand, Hassan Abdal, Hazro et Pindigheb) et 72 Union Councils.
| Tehsil       | Population (rec. 2017) |
| ------------ | ---------------------- |
| Attock       | 434 705                |
| Fateh Jang   | 325 970                |
| Jand         | 295 483                |
| Hassan Abdal | 216 566                |
| Hazro        | 339 238                |
| Pindigheb    | 271 594                |

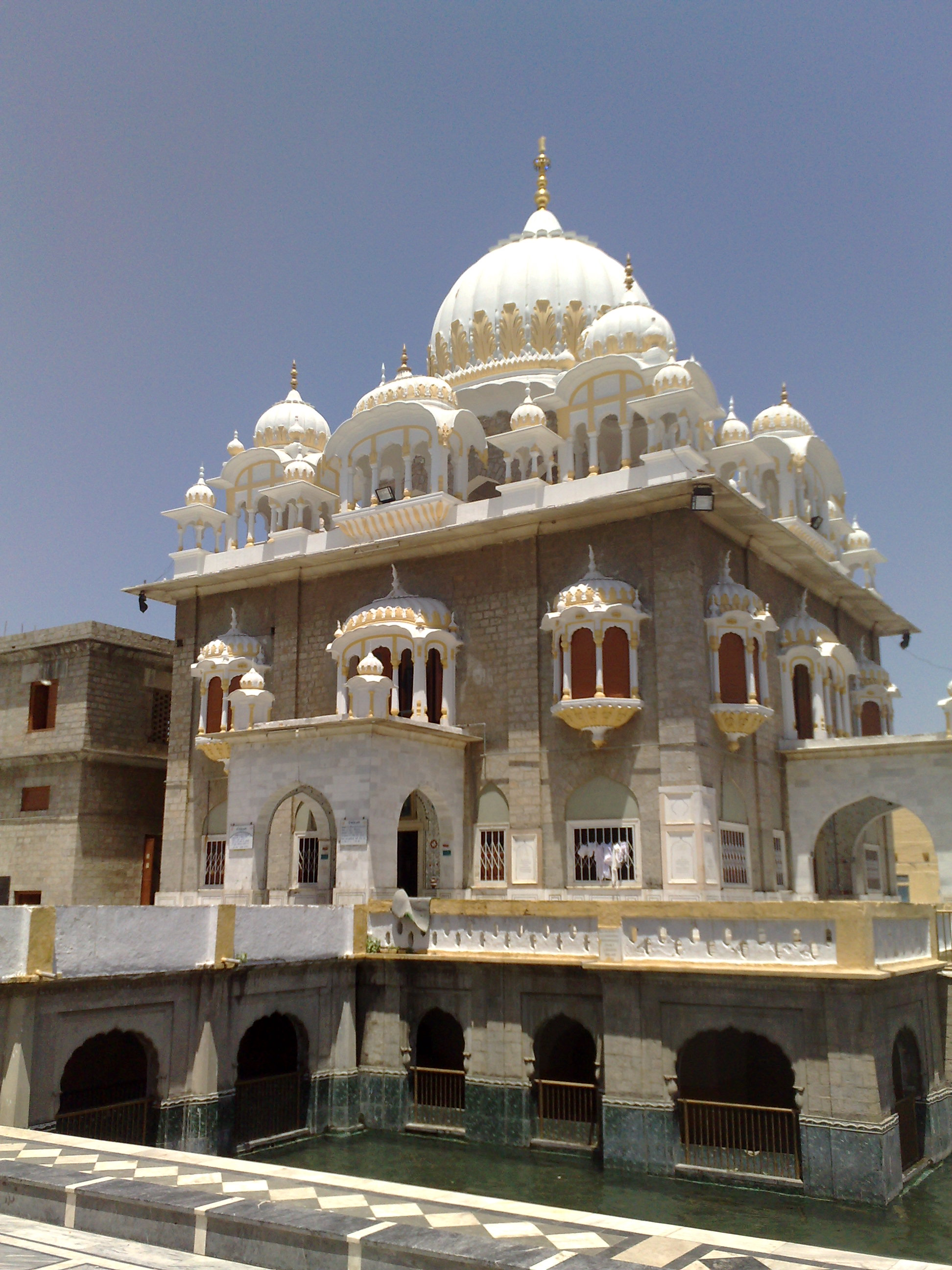
Le gurdwara sikh Panja Sahib, à Hasan Abdal.

Sept villes dépassent les 20 000 habitants, et la plus importante est la capitale Attock, qui regroupe à elle seule près de 8 % de la population totale du district et 30 % de la population urbaine en 2017. Réunies, les sept villes regroupent quant-à elles près de 68 % de la population urbaine du district, selon le recensement de 2017.
| Ville       | Population (rec. 2017) |
| ----------- | ---------------------- |
| Attock      | 146 396                |
| Fateh Jang  | 66 404                 |
| Hasan Abdal | 63 139                 |
| Kamra       | 54 822                 |
| Jand        | 48 067                 |
| Pindigheb   | 45 103                 |
| Harzo       | 39 480                 |

## Politique
De 2002 à 2018, le district est représenté par les cinq circonscriptions no 15 à 19 à l'Assemblée provinciale du Pendjab. Lors des élections législatives de 2008, elles ont été remportées par un candidat du Parti du peuple pakistanais, un de la Ligue musulmane du Pakistan (N), deux de la Ligue musulmane du Pakistan (Q) et un candidat indépendant, et durant les élections de 2013 elles sont remportées par un candidat du Mouvement du Pakistan pour la justice et quatre de la Ligue musulmane du Pakistan (N).
Depuis le redécoupage électoral de 2018, Attock est représenté par les deux circonscriptions no 55 et 56 à l'Assemblée nationale et les première à cinquième à l'Assemblée provinciale. Lors des élections de 2018, elles sont remportées par cinq candidats du Mouvement du Pakistan pour la justice et deux de la Ligue musulmane du Pakistan (N).
| Parti                                       | Voix (national) | %       | Élus nationaux | Élus provinciaux |
| ------------------------------------------- | --------------- | ------- | -------------- | ---------------- |
| Mouvement du Pakistan pour la justice       | 310 010         | 45,00 % | 2              | 3                |
| Ligue musulmane du Pakistan (N)             | 201 763         | 29,29 % | 0              | 2                |
| Tehreek-e-Labbaik Pakistan                  | 87 285          | 12,67 % | 0              | 0                |
| Parti du peuple pakistanais                 | 49 987          | 7,26 %  | 0              | 0                |
| Muttahida Majlis-e-Amal                     | 11 608          | 1,68 %  | 0              | 0                |
| Autres partis                               | 5 031           | 0,73 %  | 0              | 0                |
| Indépendants                                | 23 232          | 3,37 %  | 0              | 0                |
| Total exprimés (participation : 53,33 %)    | 688 916         | 100 %   | 2              | 5                |
| Source : Commission électorale du Pakistan, |                 |         |                |                  |